# Raión de Derazhnia
Raión de Derazhnia (en ucraniano: Деражнянський район) es un antiguo raión o distrito de Ucrania en el óblast de Jmelnitski. 
Comprende una superficie de 915 km².
La capital fue la ciudad de Derazhnia.

## Demografía
Según estimación 2010 contaba con una población total de 34167 habitantes.

## Otros datos
El código KOATUU fue 6821500000. El código postal 32200 y el prefijo telefónico +380 3856.